# Lyra Davidica
Lyra Davidica, pełny tytuł: Lyra Davidica, or a Collection of Divine Songs and Hymns, Partly New[ly] Composed, Partly Translated from the High-German and Latin Hymns; and set to easy and pleasant tunes, for more general use. The musick engrav'd on copper plates (Lira Dawida albo kolekcja świętych pieśni i hymnów, częściowo nowo skomponowanych, częściowo przetłumaczonych z hymnów wysokoniemieckich i łacińskich i dostosowane do łatwych i przyjemnych melodii do powszechnego użytku. Wygrawerowane na miedzianych płytach), nazywana w skrócie: Harfa Dawida lub Lira Dawida – zbiór (śpiewnik) pieśni i melodii z baroku opublikowanych anonimowo po raz pierwszy w 1708 roku w Londynie, dedykowany Wilhelmowi Patersenowi.
Śpiewnik był jednym z wielu kolekcji hymnów przetłumaczonych głównie z języka niemieckiego w czasach kiedy Kościół Anglii był pod silnym wpływem niemieckiego ewangelicznego pietyzmu. Na stronie tytułowej znajduje się cytat z Iz 24:14-16. Jest to mały śpiewnik zawiera tylko 31 pieśni, które są tak napisane aby każdy mógł łatwo śpiewać sobie w sytuacjach codziennych.
Jednym z popularnych hymnów pochodzących ze zbioru jest hymn śpiewany podczas Wielkanocy "Jesus Christ Is Risen Today" (Jezus Chrystus zmartwychwstał dziś), a melodia do tego hymnu jako jedyna przetrwała niezmieniona do dzisiaj. Oprócz tego hymnu istnieją jeszcze 3 teksty i jedna melodia popularne jeszcze przez trzy wieki od powstania.